# خسرو و شیرین

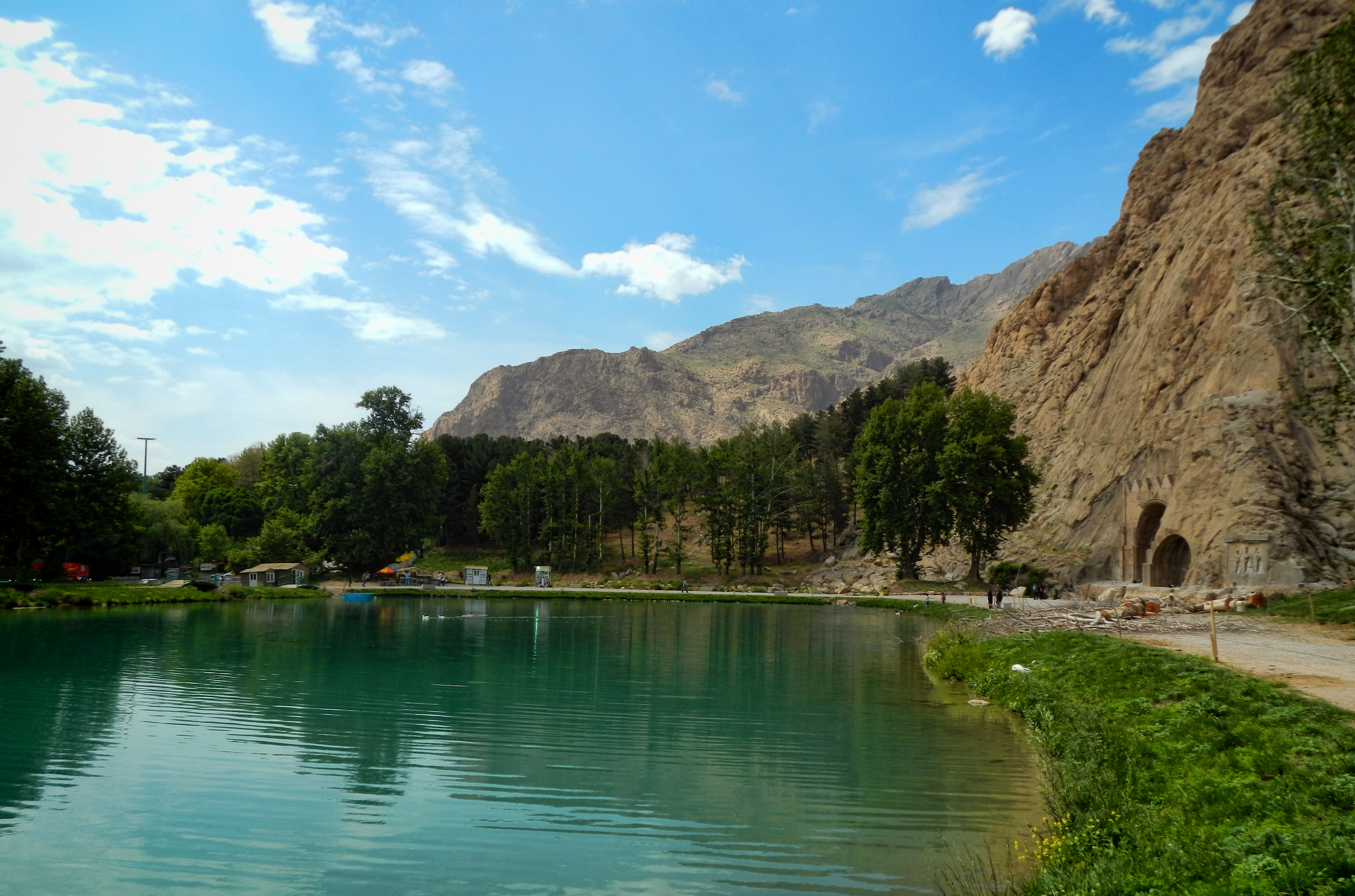
محل احتمالی چشمه نخستین دیدار

خسرو و شیرین عنوان اثری منظوم و عاشقانه از شاعر ایرانی، نظامی گنجوی است که همچنین منظومهٔ لیلی و مجنون را هم سروده‌است. این منظومه، داستان عشق خسرو پرویز پادشاه بزرگ شاهنشاهی ساسانی و شاهزاده ارمنی، شیرین، که بعدها ملکهٔ ارمنستان می‌شود را روایت می‌کند.

## ریشه‌های داستان
داستان عاشقانهٔ خسرو و شیرین را به غیر از نظامی، فردوسی در شاهنامه و شاعران دیگر هم آورده‌اند و نسخه‌های مختلفی از آن با عنوان‌های «شیرین و فرهاد» هم موجود است. برخی معتقدند این داستان ریشه در فولکلور دارد. 

### خسرو و شیرین در شاهنامه
در شاهنامه، فردوسی بیشتر بر جنبه‌های حماسی، تاریخی و رزم‌آوری داستان تمرکز کرده، اما نظامی بیشتر بر روی جنبهٔ عاشقانه و عاطفی داستان تمرکز خود را معطوف داشته‌است.
در شاهنامه تنها به موضوع بازگشت شیرین به پیش خسرو، که پس از ازدواج او با مریم و تولد شیرویه بوده، اشاره گردیده، که این موضوع با مخالفت درباریان مواجه می‌شود. در شاهنامه مرگ مریم به علت توطئه شیرین ذکر شده‌است.
در روایت فردوسی او شیرین را دوست و محبوب سال‌های جوانی خسرو می‌خواند؛ اما دربارهٔ موقعیت اجتماعی او و کنیز بودنش سخنی نمی‌گوید. البته واکنش و سخنان موبد و بزرگان ایران در برابر شیرین از فرودستی و موقعیت پست او حکایت می‌کند. از سوی دیگر شیرین هنگام رویارویی با خسرو بر بالای زرّین‌ستام ایستاده‌است و این می‌تواند نشانهٔ کنیز بودن شیرین و حضور او در یکی از حرمسراهای شاهی و تلاشش برای رفتن به مشکوی زرّین و برخورداری از جایگاه نهادی بالاتر باشد.
برخلاف روایت فردوسی و روایات تاریخی، شیرین در متن نظامی شاهزاده‌ای ارمنی است که پس از فوت عمّه‌اش، مهین‌بانو، به پادشاهی می‌رسد. او ازنظر موقعیت اجتماعی مرتبه‌ای همانند خسرو دارد و حتی زمانی‌که خسرو به او دل می‌بازد، جایگاهش از وی بالاتر است؛ زیرا خسرو در این زمان با کنارگذاشته‌شدن از پادشاهی، از ترس سپاهیان بهرام چوبین به ارمن پناه برده‌است.
نظامی این داستان را به سفارش اتابک آذربایجان، قزل ارسلان سروده‌است. سلطان از نظامی خواسته بود که داستانی عاشقانه بسراید، اما موضوع آن را مشخص نکرده بود، نظامی داستان خسرو و شیرین را انتخاب کرد که در همان ناحیهٔ محل زندگی او رخ داده بود، و تا حدودی بر طبق رویدادهای تاریخی واقعی بود. نظامی خودش آن را شیرین‌ترین داستان دنیا به حساب آورده‌است. این داستان پس از نظامی توسط دیگر شاعران بارها بازگویی شده‌است. نظامی آن را با تأثیر از فردوسی و منظومه ویس و رامین اثر فخرالدین اسعد گرگانی سروده‌است. این منظومه ۶٬۱۵۰ بیت دارد و نظامی برای سرودن آن بیش از ۱۶ سال وقت صرف کرده‌است که تاریخ آن را مابین ۵۷۱ تا ۵۸۷ می‌دانند. دانشنامه ایرانیکا می‌نویسد که امکان دارد نظامی این داستان را در سال ۵۷۱ پس از بر تخت نشستن طغرل به جای پدرش آغاز کرده‌است. همین دانشنامه از قول برتل (Bertel) می‌نویسد که نظامی آن را پس از مرگ همسر اول عزیزکرده خویش، آفاق سروده‌است.
ساموئل ریچاردسون رمان پاملا را تألیف کرده‌است که داستان آن شباهت زیادی به داستان خسرو و شیرین دارد.

## خلاصه داستان

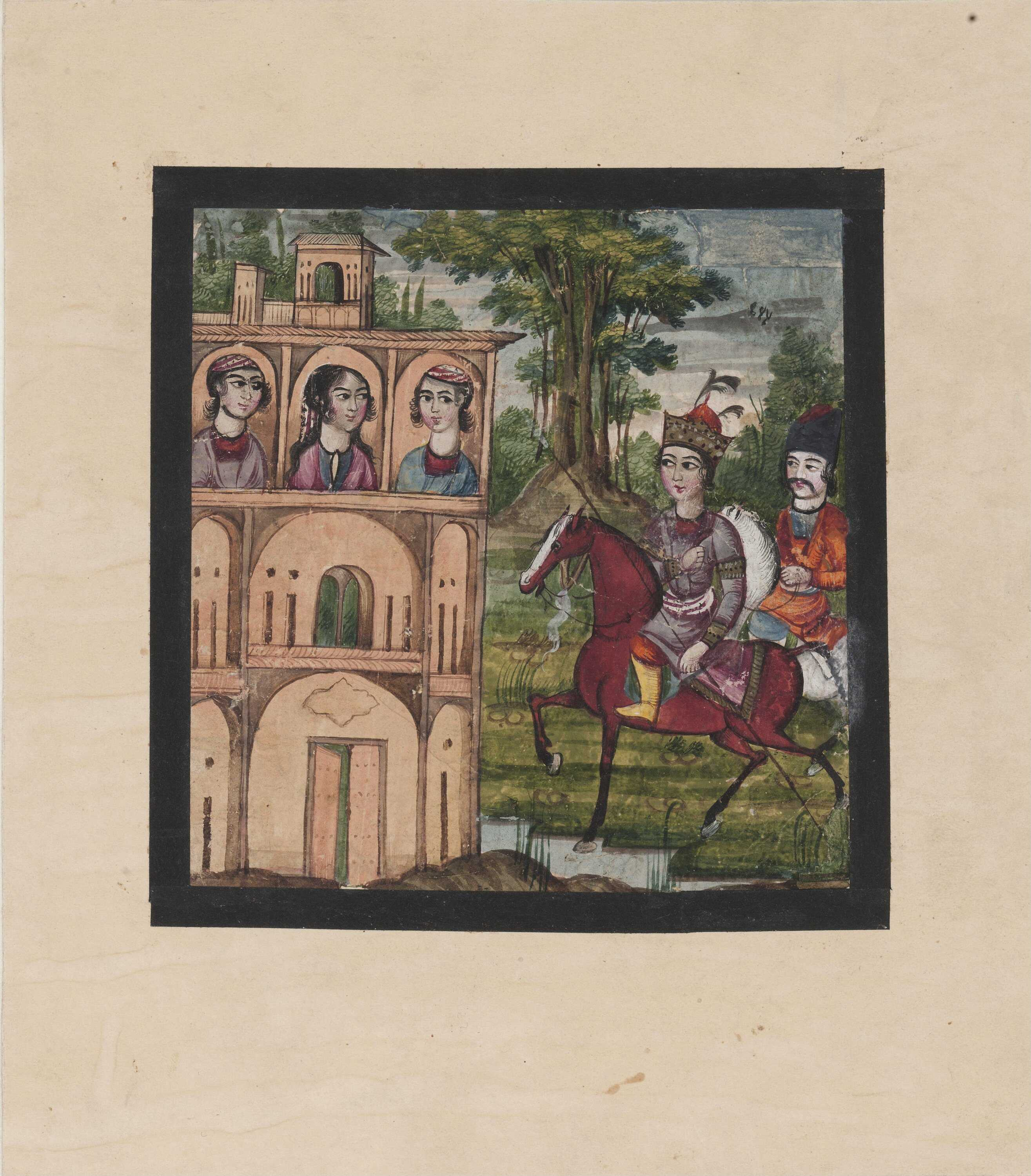
خسرو در کنار قصر شیرین

### شروع داستان
نظامی داستان را با تعریف و تفسیر عشق، زادن خسرو پرویز و آموزش و تربیت او آغاز می‌نماید. سپس به بیان عیش و نوش خسرو در خانهٔ یک دهقان می‌پردازد. خسرو با همراهان خود به شکار رفته، شبانگاه به خانهٔ دهقانی می‌رود به شادخواری چنگ و نوا مشغول می‌شود. بامدادان اسبی از آن‌ها به مزرعهٔ دهقان می‌رود و از محصول مزرعه می‌خورد و غلام خسرو نیز به مزرعه درمی‌آید و غوره‌ها را می‌خورد و تباه می‌کند. این کارها موجب خشم پدرش، هرمز چهارم گشته، دستور می‌دهد غلام را به صاحب خانه ببخشند، اسب را بکشند، چنگ را بشکنند، و خانه را به صاحب خانه ببخشند. اما با پادرمیانی بزرگان، هرمز، خسرو را می‌بخشد. همان شب خسرو در خواب، پدربزرگ خویش، خسرو انوشیروان را می‌بیند که به او مژده می‌دهد که به جای آن چهار رویداد ناگوار، چهار اتفاق خوب برای او خواهد افتاد: به جای آن غلام و غوره ترش، شیرین دلبر، به جای اسب از دست رفته، شبدیز، به جای آن تخت و خانه، تخت شاهی، و به جای آن چنگ، نواسازی و باربدی پرآوازه.

### عاشق شیرین شدن
کمی بعد، خسرو از دهان نقاش دربار که شاپور نام داشت، تعریف شیرین و شبدیز را می‌شنود و هنوز شیرین را ندیده، دلباختهٔ او می‌شود. و خسرو، شاپور را به ارمنستان می‌فرستد تا پیام دلدادگی خسرو را به شیرین برساند. شاپور در ارمنستان، چهرهٔ خسرو را می‌کشد و بر سر راه شیرین قرار می‌دهد، شیرین با دیدن نگارهٔ خسرو، دلباختهٔ او می‌شود. شاپور خودش را در نقش مغان درآورده و نزد شیرین می‌رود و داستان دلدادگی خسرو را را بیان می‌کند. شاپور انگشتر خسرو را به شیرین داده و به او می‌گوید که فردا به عزم شکار، بر شبدیز نشین، اما به تیسپون برو. روز بعد شیرین با کنیزان عزم شکار کرده، اما بی‌خبر از آن‌ها سوار شبدیز شده و به تیسپون می‌تازد. شیرین به چشمه‌ای می‌رسد، رخت‌هایش را از تن برآورده و مشغول شنا و آب‌تنی می‌شود. در آن سو خسروپرویز در تیسپون به نام خود سکه می‌زند که موجب خشم پدر می‌شود و به ناچار مجبور به ترک تیسپون می‌شود و به همان چشمه‌ای می‌رسد که شیرین در آن مشغول آب‌تنی بود. خسرو که هنوز شیرین را ندیده و نمی‌شناخت، با دیدن شیرین شور و غلغله‌ای در دلش بپا می‌شود و مخفیانه از پشت درخت نظاره‌گر او می‌شود. شیرین نیز از آب بیرون آمده و خسرو را می‌بیند، دلش به او نوید عشق می‌داد، ولی عقل می‌گفت که شاید او خسرو نباشد. بی‌درنگ بر اسب سوار شده و سوی تیسپون می‌رود. شیرین در تیسپون وقتی که باخبر می‌شود خسرو گریخته، اندوه‌گین می‌شود، درخواست می‌کند در مرغزاری خوش و خرم برای او قصری بسازند و او در آنجا منتظر خسرو می‌شود. خسرو پس از رسیدن به ارمنستان، شاپور را می‌بیند که خبر رفتن او به تیسپون را به خسرو می‌دهد. خسرو نزد مهین‌بانو، عمهٔ شیرین می‌رود. مهین‌بانو که نگران گم‌شدن شیرین بوده، به استقبال او رفته، و پس از اینکه می‌شنود شیرین حالش خوب است، دلش آرام می‌گیرد. مهین‌بانو اسبی تیزرو به نام «گلگون» که همتاز شبدیز است به شاپور می‌دهد تا نزد شیرین رفته و او را به ارمنستان بیاورد. در همین اوقات، خبر مرگ هرمز را برای خسرو که در ارمنستان بود می‌آورند و خسرو بی‌تاب می‌شود و سوار بر اسب سوی تیسپون می‌تازد و اینگونه می‌شود که وقتی شیرین به ارمنستان می‌رسد، خسرو را در آنجا نمی‌یابد.
در همین اوقات بهرام چوبین شورش کرده و تخت شاهنشاهی را غصب می‌کند و جان خسرو به خطر می‌افتد. خسرو به ارمنستان گریخته و به‌طور اتفاقی در شکارگاهی شیرین را ملاقات می‌کند. از نام و نشان هم پرسیده و وقتی خود را همان عاشق و معشوق گمشده می‌بینند، سر از پا نشناخته و غرق شادی می‌شوند.
مهین بانو به شیرین سفارش می‌کند که خسرو را هزاران خوبروست، تو نباید فریب خورده و گوهر خویش از دست بدهی، تا مبادا چون کام یافته، رهایت کند. شیرین با جان و دل قول می‌دهد که جز با ازدواج، با خسرو هم‌بستر نشود. هر شب بزمی بود، خسرو را سرخوشی و شیرین را سرکشی، شیرین گوهر خویش را پاس می‌داشت و خسرو را به صبر دعوت می‌کرد. شیرین با خسرو عهد می‌کند که باید تخت شاهی را از بهرام پس گیرد. خسرو سوار بر اسب شده، سوی روم می‌تازد، قیصر روم سپاهی در اختیار خسرو گذاشته، دختر خود، مریم را هم به همسری او درمی‌آورد و او را راهی تیسپون می‌کند. در تیسپون، بهرام چوبین شکست خورده، متواری می‌شود و خسرو بر تخت می‌نشیند. در همین اوقات مهین بانو از دنیا می‌رود و تخت ارمنستان به شیرین می‌رسد اما مریم، مانع از رسیدن خسرو و شیرین به هم می‌شود.

### ورود فرهاد به داستان
شیرین گله‌ای از گوسفندان، فرسنگ‌ها دورتر از قصر خویش بر فراز کوه بیستون داشت که هر روز خدمت‌کاران از آنجا برای شیرین، شیر می‌آوردند. شیرین در پی چاره برای کم کردن زحمت خدمتکاران بود، چرا که آوردن گله به نزدیکی امکان نداشت، چون گیاهی وحشی در آنجا می‌رویید که با خوردن آن توسط گوسفندان، شیر گوسفندان سمی می‌شد. شاپور، همکلاسی قدیم خویش، فرهاد را به شیرین معرفی می‌کند که یک مهندس بود. فرهاد با دیدن شیرین دلباختهٔ او می‌شود و جوبی از سنگ بین کوه و قصر بنا می‌کند تا شیر را از طریق آن به قصر منتقل کنند. ماجرای عشق فرهاد به گوش خسرو می‌رسد، تصمیم می‌گیرد که به زور او را از سر راه بردارد و اگر کارساز نبود، او را به سنگ‌تراشی فراوان وادارد تا از عشق شیرین دست بردارد. خسرو فرهاد را نزد خود می‌خواند و گفتگویی بین آن دو رخ می‌دهد:
| نخستین بار گفتش کز کجایی      |  | بگفت از دار ملک آشنایی         |
| بگفت آنجا به صنعت در چه کوشند |  | بگفت انده خرند و جان فروشند    |
| بگفتا جان‌فروشی از ادب نیست    |  | بگفت از عشق‌بازان این عجب نیست  |
| بگفت از دل شدی عاشق بدین سان؟ |  | بگفت از دل تو می‌گویی من از جان |
| بگفتا عشق شیرین بر تو چون است |  | بگفت از جان شیرینم فزون است    |
| بگفت از دل جدا کن عشق شیرین   |  | بگفتا چون زیم بی‌جان شیرین      |
| بگفت ار من کنم در وی نگاهی    |  | بگفت آفاق را سوزم به آهی       |

### مرگ فرهاد
خسرو که می‌بیند فرهاد را با پول نتوان خرید، او را فریب داده و به دروغ به او می‌گوید که «کوهی در سر راه ماست که آمد و شد را دشوار کرده، اگر از میان آن راهی بسازی که آمد و شد را آسان کند، از عشق شیرین در خواهم گذشت». فرهاد می‌پذیرد و دست به کار می‌شود.
| ز بس سنگ وز بس گوهر که می‌ریخت |  | دماغش سنگ با گوهر برآمیخت    |
| به گرد عالم از فرهاد رنجور    |  | حدیث کوه کندن گشت مشهور      |
| ز هر بقعه شدندی سنگ سایان     |  | به ماندندی در او انگشت خایان |
| ز سنگ و آهنش حیران شدندی      |  | در آن سرگشته سرگردان شدندی   |

آوازهٔ کار فرهاد به شیرین هم می‌رسد که یک شب برای او ساغری از شیر می‌برد. هنگام برگشت، اسب شیرین به حال مرگ می‌افتد و اگر فرهاد به موقع نرسیده بود، شیرین را بر زمین زده بود. فرهاد شیرین و اسبش را بدون کوچکترین آسیبی بر روی دوش خود به کاخ می‌رساند. جاسوسان خسرو خبر دیدار آن دو را برای خسرو می‌برند. خسرو خشمگین شده و پیکی نزد فرهاد می‌فرستد و به دروغ به او می‌گوید که شیرین مرده‌است. فرهاد از غم شنیدن این خبر، داغ بر دلش می‌افتد و جان به جان‌آفرین تسلیم می‌کند. شیرین با شنیدن خبر درگذشت فرهاد، به سوگ می‌نشیند و خسرو هم اگرچه نفس راحتی می‌کشد، اما از مرگ او در دل غمگین می‌شود.
| خبر دادند سالار جهان را       |  | که چون فرهاد دید آن دلستان را |
| درآمد زور دستش را شکوهی       |  | به هر زخمی ز پای افکند کوهی   |
| اگر ماند بدین قوت یکی ماه     |  | ز پشت کوه بیرون آورد راه      |
| سوی فرهاد رفت آن سنگدل مرد    |  | زبان بگشاد و خود را تنگدل کرد |
| که‌ای نادان غافل در چکاری      |  | چرا عمری به غفلت می‌گذاری      |
| چو مرد ترش‌روی تلخ گفتار       |  | دم شیرین ز شیرین دید در کار   |
| برآورد از سر حسرت یکی باد     |  | که شیرین مرد و آگه نیست فرهاد |
| دریغا آن چنان سرو شغبناک      |  | ز باد مرگ چون افتاد بر خاک    |
| ز خاکش عنبر افشاندند بر ماه   |  | به آب دیده شستندش همه را      |
| چو افتاد این سخن در گوش فرهاد |  | ز طاق کوه چون کوهی درافتاد    |

### مرگ مریم
در این میان، مریم همسر خسرو هم به بستر بیماری می‌افتد و از دنیا می‌رود. خسرو پس از چهل روز سوگواری، نامه‌ای برای شیرین می‌نویسد و از او می‌خواهد تا به کاخ خسرو برود. اما شیرین جز به ازدواج با کابین سزاوار و احترام کاملی که چون ملکه به کاخ نرود، به هیچ چیز دیگری راضی نمی‌شود. خسرو که اصرار را بی‌فایده می‌بیند، تصمیم می‌گیرد حسادت زنانه شیرین را با عشق‌بازی با زنی دیگر به نام شکر که در اصفهان سکونت داشته، برانگیزد که این کار موجب دیرکرد بیشتر وصال آن دو می‌شود. درنهایت، خسرو به قصر شیرین رفته تا او را ببیند. شیرین که می‌بیند خسرو سرمست است، او را به داخل کاخ خویش راه نمی‌دهد و خصوصاً او را به خاطر دمسازی با شکر سرزنش می‌کند. خسرو غمگینانه آنجا را ترک می‌کند.

### ازدواج با شیرین
شیرین پس از رفتن خسرو، دلش به آب و تاب می‌افتد و از کار خویش پشیمان می‌گردد و پس از یکسری رخدادهای عاشقانه، خسرو که می‌بیند شیرین بدون ازدواجی شکوه‌مندانه با کابین لازم، اجازه وصال نمی‌دهد، قول می‌دهد که هر چه زودتر مقدمات ازدواجی باشکوه را فراهم کند و کمی بعد ازدواجی باشکوه ترتیب داده می‌شود. با وجود اینکه خسرو به شیرین قول داده بود در شب وصال باده‌گساری نکند، اما بر پیمان خود پایدار نبود و آن شب را بیش از هر شب دیگری مشغول باده‌گساری می‌شود.
| چو شیرین گشت شیرین‌تر ز جلاب  |  | صلا در داد خسرو را که دریاب   |
| بخور کاین جام شیرین نوش بادت |  | بجز شیرین همه فرموش بادت      |
| به خلوت بر زبان نیکنامی      |  | فرستادش به هشیاری پیامی       |
| که جام باده در باقی کن امشب  |  | مرا هم باده هم ساقی کن امشب   |
| مشو شیرین پرست ار می‌پرستی    |  | که نتوان کرد با یک دل دو مستی |

شیرین که این را می‌بیند، دایهٔ پیر و زشت خود را آرایش کرده و به جای خود بر بستر خسرو می‌فرستد. خسرو که مست بود، به او حمله‌ور شده و جام و باده از دست پیرزن می‌افتد و تا خسرو قصد همبستری با او را می‌کند، شیرین از پشت پرده بیرون می‌آید و دایه را نجات می‌دهد و خودش هم در کنار خسرو به خواب می‌رود. صبح خسرو به هوش می‌آید و شیرین را در کنار خود می‌بیند، دیگر وقت وصال رسیده بود. آن‌ها یک ماه را در حجله زفاف می‌مانند. خسرو که به همهٔ آرزوهایش رسیده بود، حکومت ارمنستان را به شاپور می‌بخشد.
در این موقع، نظامی گفتگویی فلسفی از زبان خسرو و وزیرش را دربارهٔ موضوعات مختلف بیان می‌دارد.

### مرگ خسرو و شیرین
خسرو از همسر پیشین خود، مریم، پسری بدگهر به نام شیرویه داشت که به چشم شهوت به شیرین می‌نگریست. شیرویه حتی وقتی نه ساله بود می‌گفت «شیرین کاشکی بودی مرا جفت». پدر همواره از پسر ناخشنود بود. پس از اتفاقاتی که موجب خلع سلطنت خسرو می‌شود، شیرویه بر تخت نشسته و قصد جان خسرو را می‌کند، پس از رشته اتفاقاتی، شیرویه بالاخره خسرو و تمام برادران خود را می‌کشد و نامه‌ای برای شیرین می‌نویسد و به او می‌گوید که یک هفتهٔ بعد باید به قصر او برود. شیرین بسیار دلگیر می‌شود. در مراسم کفن و دفن خسرو، مردم فراوان گرد می‌آیند و جنازهٔ خسرو را سوی دخمه می‌برند. همه سران کشور تا غلامان و کنیزان مشغول سوگواری بودند، جز شیرین، او چنان شاد وانمود می‌کرد که همه می‌پنداشتند انگار او را غمی نیست. شیرویه نیز شاد بود که می‌دید شیرین دیگر در اختیار اوست.
| دل شیرویه شیرین را ببایست    |  | ولیکن با کسی گفتن نشایست     |
| نهانی کس فرستادش که خوش باش  |  | یکی هفته درین غم بارکش باش   |
| چو هفته بگذرد ماه دو هفته    |  | شود در باغ من چون گل شکفته   |
| خداوندی دهم بر هر گروهش      |  | ز خسرو بیشتر دارم شکوهش      |
| چو گنجش زیر زر پوشیده دارم   |  | کلید گنج‌ها او را سپارم       |
| چو شیرین این سخنها را نیوشید |  | چو سرکه تند شد چون می بجوشید |
| فریبش داد تا باشد شکیبش      |  | نهاد آن کشتنی دل بر فریبش    |

پس از اینکه تابوت را به درون گنبد می‌برند، شیرین به داخل گنبد رفته و از موبدان و دیگران می‌خواهد که همان‌جا بمانند و وارد گنبد نشوند. سپس خسرو را می‌بوسد و با فرود آوردن خنجری بر جگرگاه خویش، خودکشی می‌کند. آن‌ها را در یک گور دفن می‌کنند.

## نقد داستان

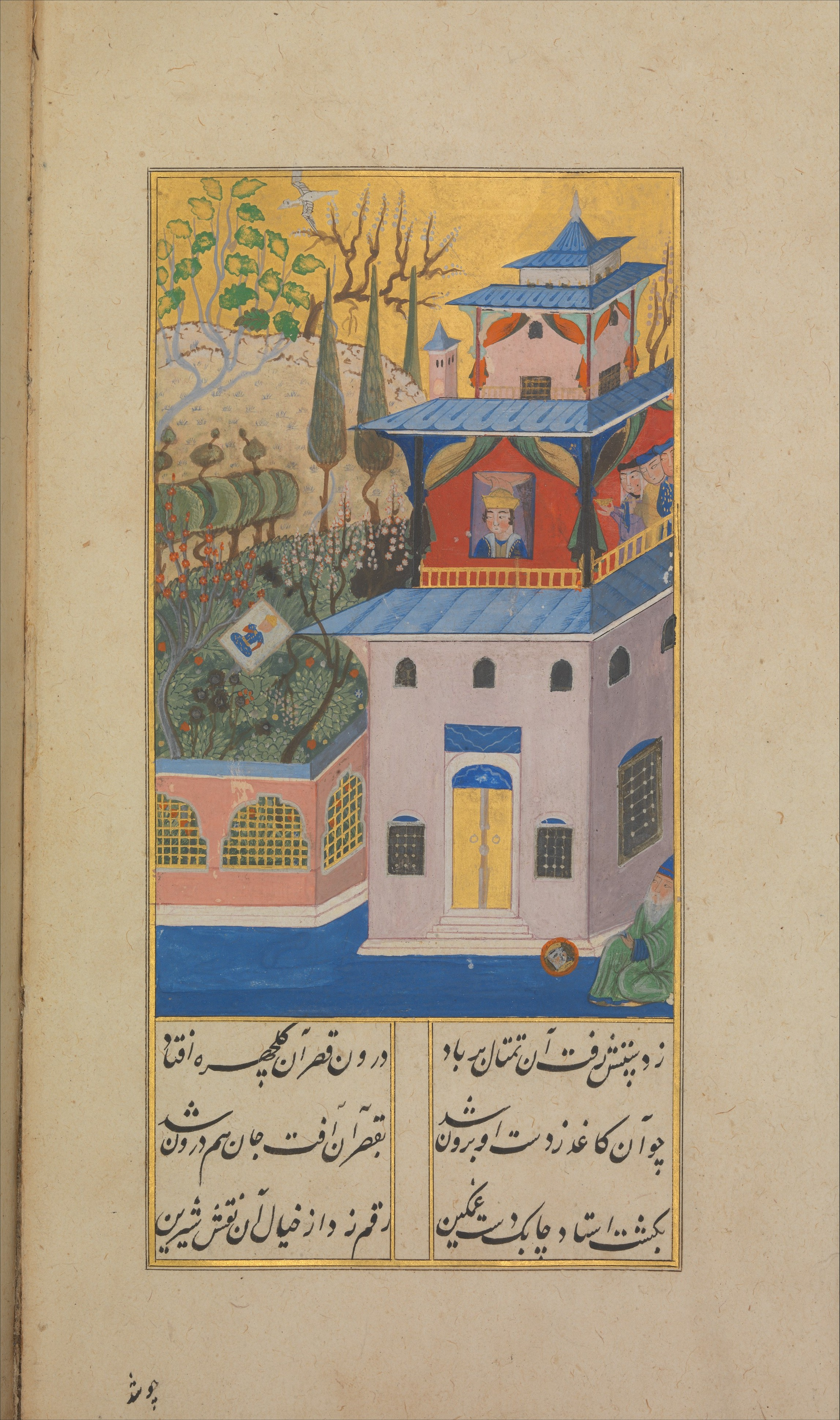
خسرو و شیرین

### ارزش زن و ازدواج
نظامی گنجوی در داستان خسرو و شیرین، شکوه باستانی ایران و ارزش والای زن و ازدواج در ایران باستان و نقش و اهمیت پیشوایان دینی، حکیمان و هنرمندان را بیان می‌کند. در این داستان، اصالت‌های اخلاقی و انسانی ایران باستان و نقش والای فکر و کرامت‌های انسانی در آن زمان نشان داده شده‌است، مثلاً شیرین ضمن داشتن عشقی شدیدی و سوزناک به خسرو، در برابر تمایلات و خواسته‌های هوس‌انگیز خسرو از خود استقامت نشان می‌دهد و گوهر خویش را حفظ می‌کند. نظامی در این داستان که در شمال و غرب ایران رخ می‌دهد، با توصیف آبادانی‌ها، باغ‌ها و بوستان‌های زیبا، آبادانی کشور و ارزش‌دهی به کار و کوشش را در آن دوران نشان می‌دهد. در آن سو، نظامی بیان می‌دارد که چگونه عواملی همچون خیانت‌کاری سران کشور، غرور و ستمگری شاهان و شاهزادگان، موجب پریشانی کشور شده و راه را برای گشودن ایران به دست اعراب باز می‌کند. در این داستان چهار نوع عشق وجود دارد. عشق پاک و خالص فرهاد نسبت به شیرین، عشق هوس‌آلود خسرو نسبت به شیرین، عشق خردمندانهٔ شیرین نسبت به خسرو، و عشق خائنانه، هوس‌ناک و سلطه‌گرانهٔ شیرویه نسبت به شیرین.

### مقایسه با داستان لیلی و مجنون
در مقایسه با داستان لیلی و مجنون، از همین شاعر، خسرو و شیرین در مکانی سرسبز و خرم اتفاق می‌افتد، اما لیلی و مجنون در صحرای خشک عربستان. ایرانیان مردمانی شاد و شادخوار، ثروتمند، اهل رزم و بزم و می‌گساری و شکار بودند، در حالی که اعراب به تعصب و خشک‌مغزی معروف بوده‌اند. در خسرو و شیرین، زن نقش اول را در انتخاب همسر و حتی حکومت دارد. زنان دوش به دوش مردان و هم‌سان با آنان به حکمرانی، بزم و شادی، شکار و سرگرمی می‌پردازند و در عین حال گوهر عفاف خود را پاس داشته و با عزت نفس و شخصیت مساوی مردان به سر می‌بردند؛ مثلاً در داستان خسرو و شیرین، شیرین خود به تنهایی به شکار رفته، به تنهایی سوار بر اسب سوی تیسپون می‌تازد، بر تخت سلطنت می‌نشیند، و در عین حال، در برابر کام‌خواهی خسرو مقاومت کرده و گوهر عفاف خویش را پاس می‌دارد. شیرین خسرو را به بازپس‌گیری تخت و تاج تشویق می‌کند و سرانجام هم بدون ازدواج و کابین درخور هرگز تن به ازدواج به خسرو نمی‌دهد. شیرین در نهایت در راه عشق با شجاعت و ایثار خود را فدا می‌کند. در مقابل، لیلی زنی بی‌نوا و تحت ستم است که جز آه و اشک نصیبی ندارد و حتی به او اجازهٔ دیدار مجنون هم داده نمی‌شود. لیلی از حق انتخاب همسر محروم است، چه رسد به شکار و بزم و حکومت و رقص و غیره.
در داستان خسرو و شیرین، علم و حکمت و دانش و اخلاق ایرانیان باستان تشریح شده، در حالی که در لیلی و مجنون از این سخنان خبری نیست. بلکه تعصب و غیرت و گاه جوان‌مردی و مروت دیده می‌شود. داستان خسرو و شیرین سراسر امید و شور و شوق است، در حالی که داستان لیلی و مجنون سراسر درد و داغ و سوز و هجران، در جامعه‌ای که عشق در آن حرام است و جرم زن خیمه‌نشینی و خانه‌نشینی که حق انتخاب ندارد.

## وزن عروضی خسروشیرین
نظامی این داستان را در وزن «مفاعیلن مفاعیلن مُفاعیل» یا «مُفاعیلَن مفاعیلن فَعولن»، سروده‌است.
این بحر در عروض سنتی، «هزج مُسَدسِ محذوف» یا «هزج مسدس مَقصور» شناخته می‌شود.

## سانسور توسط جمهوری اسلامی
در سال ۱۳۹۰، زمانی که انتشارات پیدایش سفارش هشتمین چاپ مجدد منظومه خسرو و شیرین را داد، با مخالفت وزارت فرهنگ و ارشاد اسلامی مواجه شد. بنا به گفته مدیر این انتشارات، حکومت اسلامی به مواردی نظیر «تماس دست، در آغوش کشیدن، به خلوت رفتن، رقصیدن و عیش و مستی» اصلاحیه وارد ساخته‌است. همچنین عنوان داشته شده که مصرع «چو مست از جام می نگذاشت باقی» نیز باید از منظومه حذف گردد.